# Иван Куманов
Иван Йорданов Куманов е български актьор и режисьор.

## Биография
Роден е в Русе на 18 февруари 1894 г. Гимназиалното си образование получава в Русе. През 1912 г. дебютира в ролята на Дунин в „Семейство“ от Ярошевски. По време на Първата световна война е част от Полския театър на Шеста пехотна бдинска дивизия. От 1912 до 1919 г. играе на сцената на Русенския общински театър, след това в театър „Одеон“, отново в Русе, Варна, Пловдив, Народния театър, Силистра и Габрово. През 1941-1942 г. е актьор в Скопския народен театър. Почива на 24 март 1954 г. в Русе.

## Роли
Иван Куманов играе множество роли, по-значимите са:
- Иван Асен – „Борислав“ от Иван Вазов
- Хаджиев – „Златната мина“ от Ст. Л. Костов
- Алфатарския цар – „Боряна“ от Йордан Йовков
- Куцар – „Албена“ от Йордан Йовков
- Милер – „Коварство и любов“ от Фридрих Шилер
- Каренин – „Ана Каренина“ от Лев Толстой[1]

## Постановки
Като режисьор поставя на сцена спектаклите:
- „Борислав“ от Иван Вазов
- „Албена“ от Йордан Йовков
- „Госпожа министершата“ от Бранислав Нушич[1]

## Филмография
- „Данка“ (1952) – Асенов
- „Калин Орелът“ (1950) – Хаджи Пенчо Михалакев